# Marek Leykam

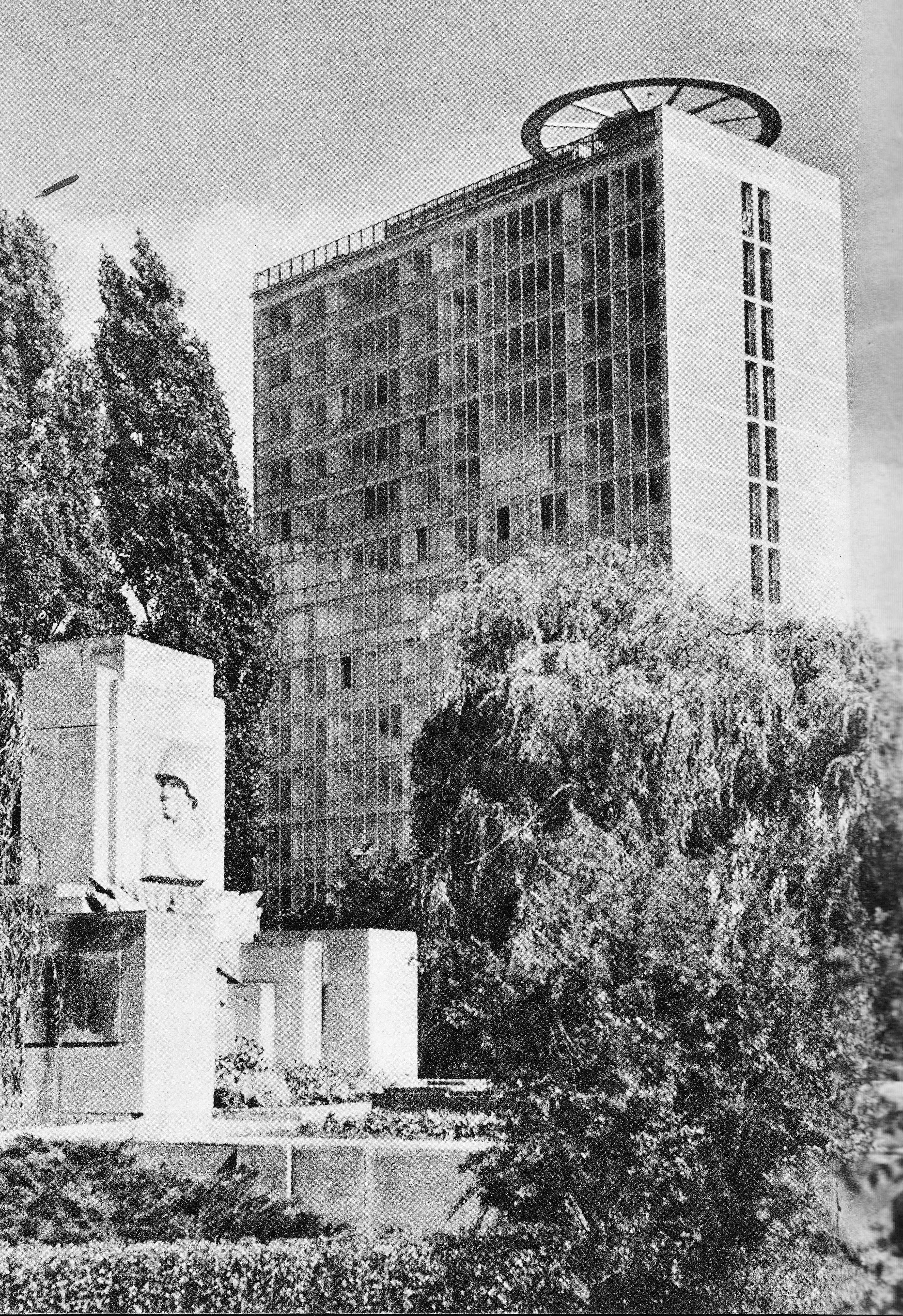
Wieżowiec przy al. Jerzego Waszyngtona 2b w Warszawie

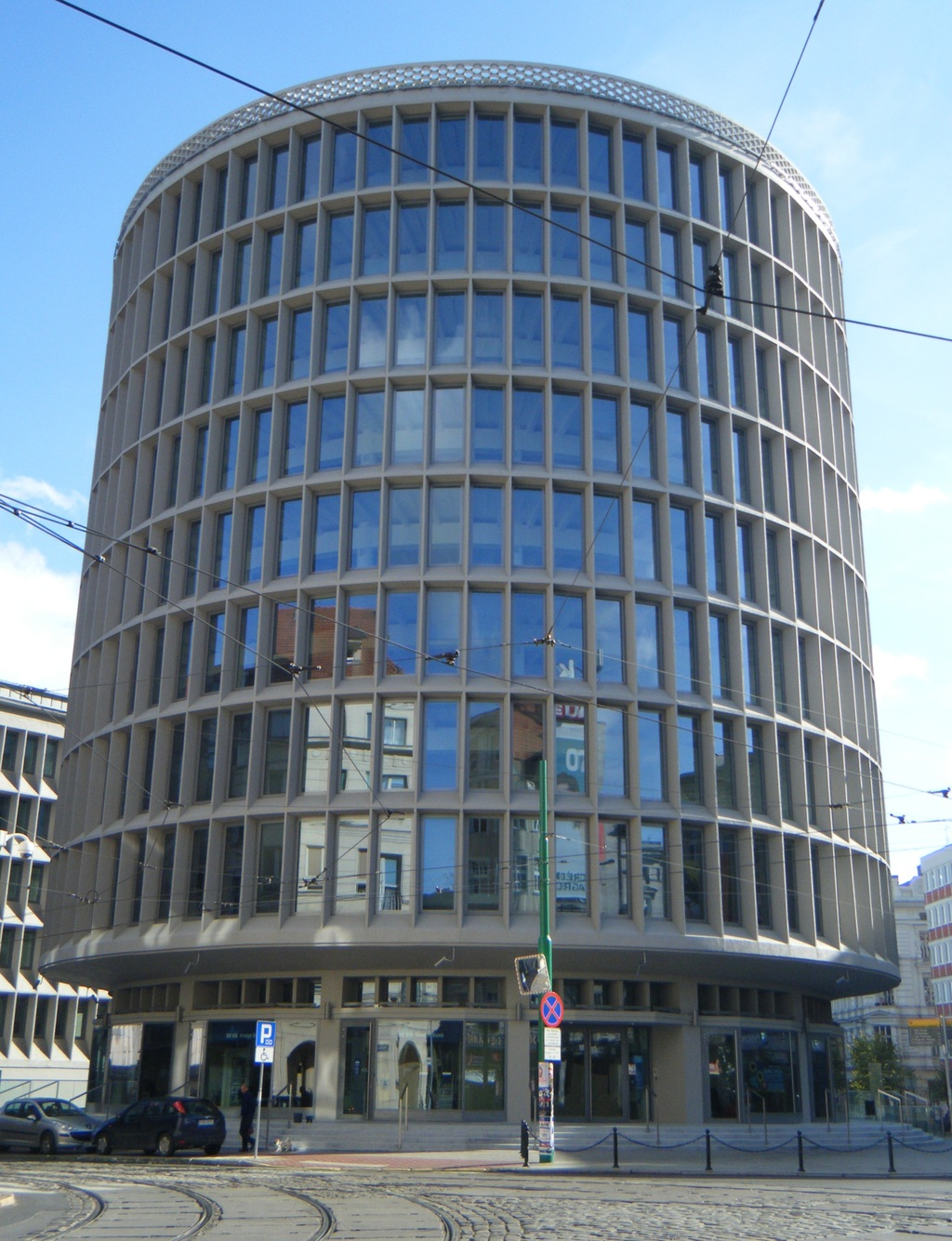
Dom Towarowy Okrąglak w Poznaniu

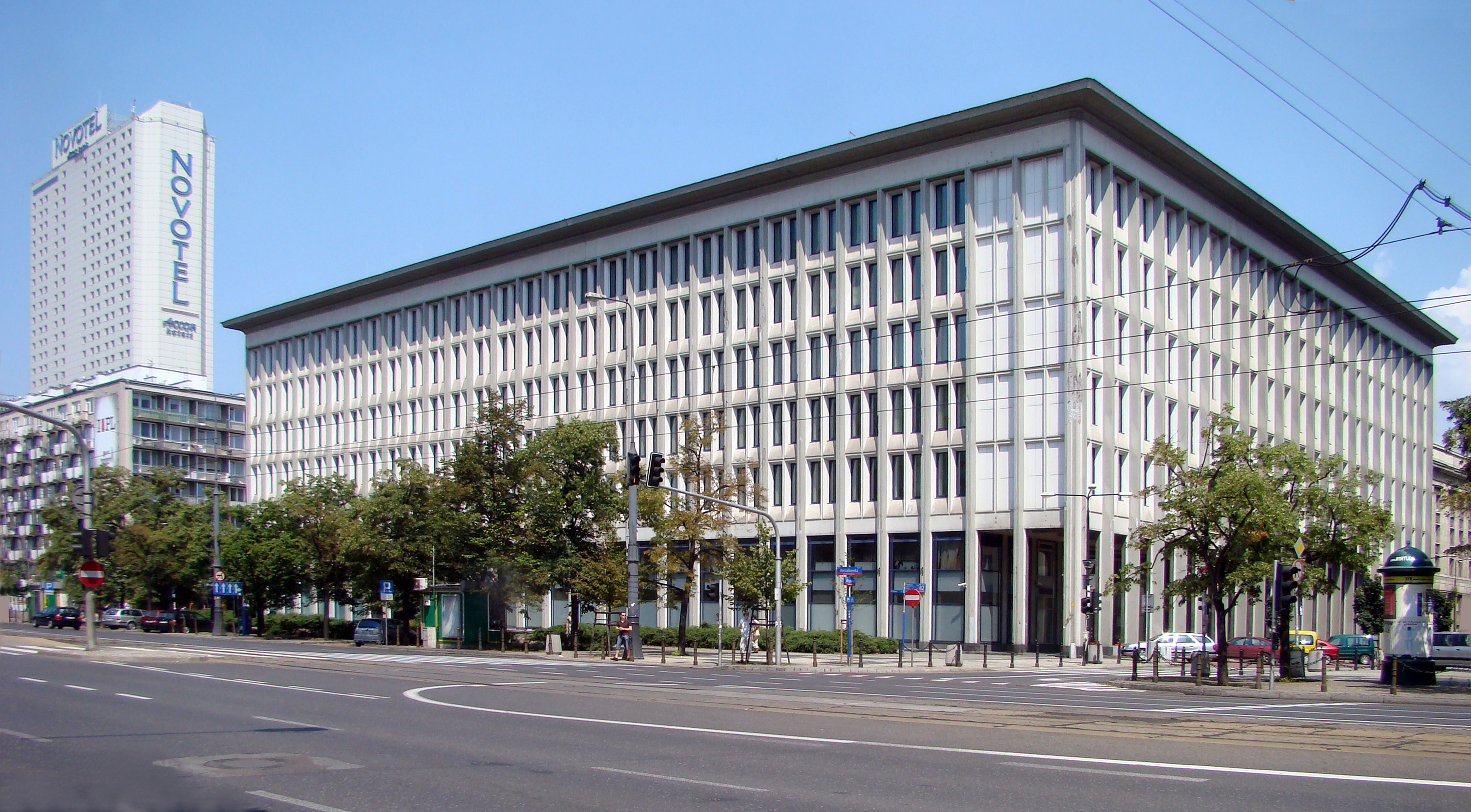
„Żyletkowiec” przy ul. Marszałkowskiej 82 w Warszawie

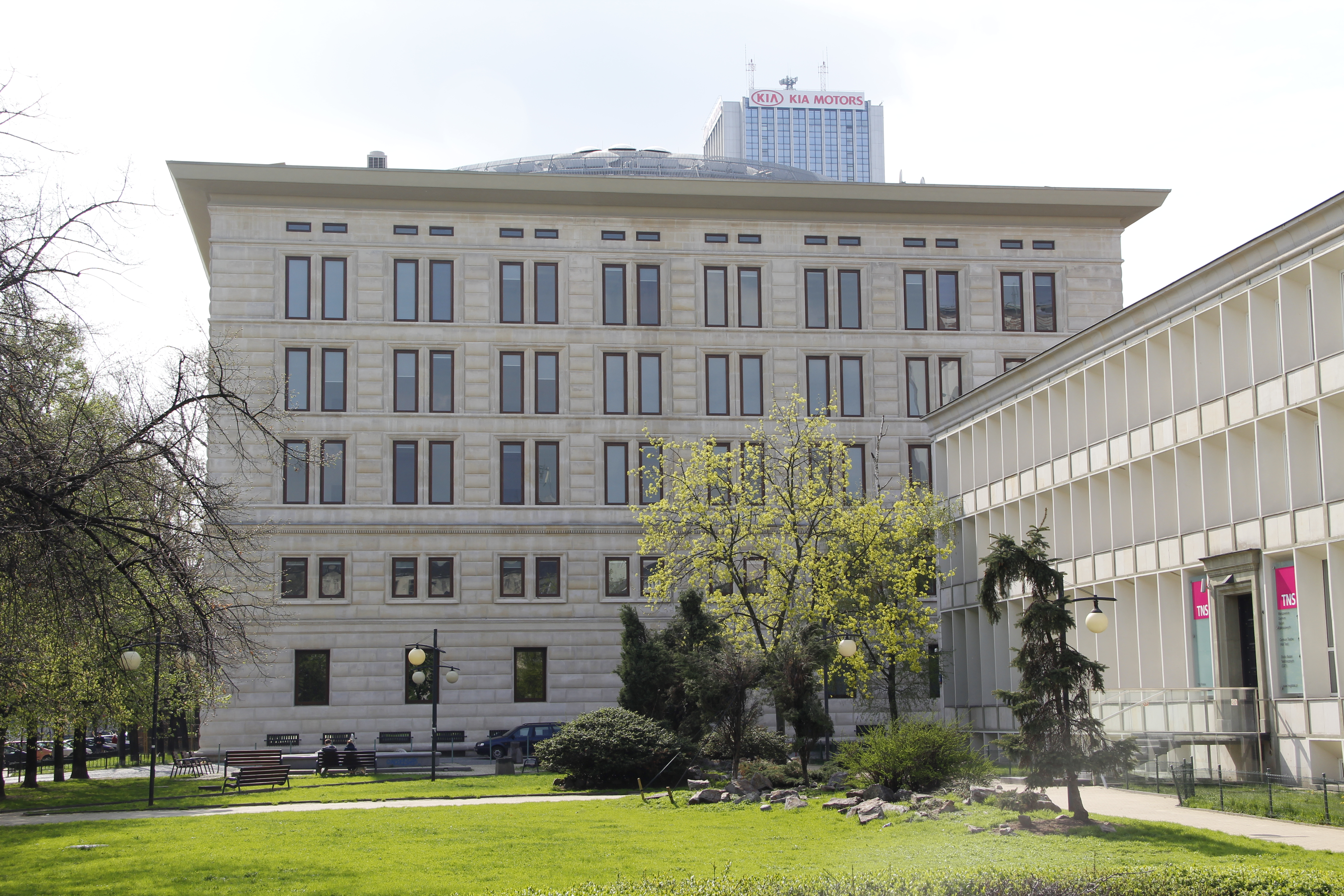
Biurowiec przy ul. Wspólnej 62 w Warszawie, Ufficio Primo

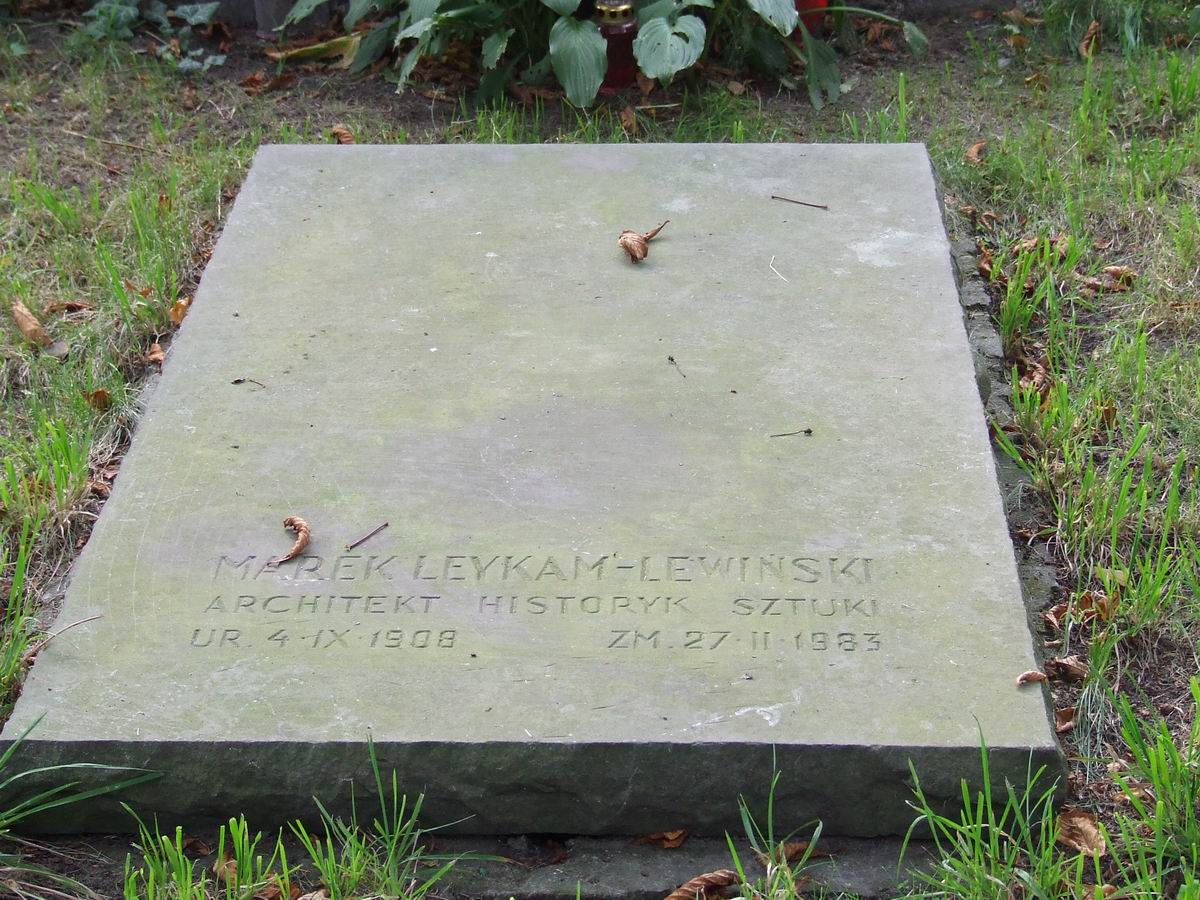
Grób Marka Leykama na cmentarzu ewangelicko-augsburskim w Warszawie (2006)

Marek Leykam, właśc. Maurycy Jan Marek Lewiński (ur. 4 września 1908 w Warszawie, zm. 27 lutego 1983 tamże) – polski architekt i historyk sztuki.

## Życiorys
Urodził się w rodzinie prof. Jana Piotra Lewińskiego, geologa, i Elżbiety z Milewskich. 
Uczył się w Państwowym Gimnazjum im. Stefana Batorego w Warszawie od 1919 do 1927, kiedy to złożył egzamin dojrzałości. W roku szkolnym 1925/1926 uczęszczał na kurs wieczorowy do Miejskiej Szkoły Sztuk Zdobniczych i Malarstwa przy placu Teatralnym, a w 1926/27 na kurs zaoczny i następnie dzienny do Szkoły Sztuk Pięknych.
Po zakończenia studiów aż do wybuchu wojny Marek Leykam zajmował się również publicystyką. Jego artykuły ukazywały się w „Arkadach”, „Architekturze i Budownictwie” oraz „Plastyce”.
Działalność architektoniczną rozpoczął w 1933 roku, projektując mały drewniany dom jednorodzinny na konkurs na opracowanie wzorowych typów dla drobnego budownictwa mieszkaniowego zorganizowany przez BGK. W 1935 roku wraz z prof. Mieczysławem Kotarbińskim z warszawskiej ASP wziął udział w konkursie na uporządkowanie majątku w Zułowie – miejsca urodzenia Józefa Piłsudskiego. Projekt miał charakter parku romantycznego lub świętego gaju. W 1936 Leykam zdobył dwie drugie nagrody w konkursach: pierwszą za projekt meczetu, drugą (wspólnie z Marianem Spychalskim) za rozplanowanie Mola Południowego i terenów przyległych oraz za projekt szkicowy Żeglarskiego Ośrodka Morskiego w Gdyni. W 1938 roku otrzymał czwartą nagrodę w konkursie na gmach Banku Gospodarstwa Krajowego w Poznaniu. Bank miał stanąć przy placu Wolności, wzdłuż ulicy Nowowiejskiego.
Po udziale jako oficer w walkach w okresie września 1939 roku w Polsce, a następnie w kampanii 1940 roku we Francji, Leykam znalazł się w Szwajcarii, gdzie wraz z 2 Dywizją Strzelców Pieszych został internowany i spędził pięć lat. W tym czasie obronił pracę doktorską na Politechnice w Zurychu na temat sztuki liturgicznej. W 1943 roku wydano w Szwajcarii książkę poświęconą twórczości artystycznej i literackiej żołnierzy Dywizji Strzelców Pieszych zatytułowaną Na postoju. Wyborem prac plastycznych i układem graficznym tej publikacji zajął się Marek Leykam. Wydawnictwo zawierało m.in. fotografie kaplicy poświęconej poległym żołnierzom DSP, na cmentarzu zuchwilskim w Solurze – projektu Marka Leykama.
Po powrocie do Polski, od września 1947 roku wykładał historię architektury średniowiecznej, a od jesieni 1949 roku kierował Katedrą Budownictwa Użyteczności Publicznej na Politechnice Szczecińskiej.
Pracował przy planowaniu przestrzennym i w biurach projektów. Był projektantem obiektów użyteczności publicznej oraz zakładów przemysłu ciężkiego i motoryzacyjnego. Był też autorem prac konkursowych, teoretycznych oraz skryptów na temat historii architektury średniowiecznej.
Został pochowany na cmentarzu ewangelicko-augsburskim (aleja 9-1-5).

### Małżeństwo
25 kwietnia 1935 poślubił Kazimierę z d. Plewińską.

## Projekty powojenne
Budynki, które projektował po wojnie, nazwano żyletkowcami. Są to pierwsze w Polsce przykłady konsekwentnej postawy strukturalnej, obejmującej swymi kategoriami wszystkie elementy dzieła architektury. Najważniejsze żyletkowce w Warszawie:
- Gmach Informacji Wojskowej (Ministerstwa Obrony Narodowej) przy ul. Chałubińskiego 3a (1947–1950)
- Gmach NIK/Centrali Zaopatrzenia Przemysłu Hutniczego i Węglowego przy ul. Marszałkowskiej 82/84 (1946, 1950–1952)
- Gmach Państwowego Instytutu Geologicznego przy ul. Rakowieckiej 4 (1949–1955)[6]
- Centrala Biura Studiów i Projektów Budownictwa Przemysłowego przy ul. św. Barbary 1 (1950–1952)

Jego autorstwa jest także budynek przy ul. Wspólnej 56 oraz pierwszy wieżowiec w prawobrzeżnej części miasta przy al. Jerzego Waszyngtona 2b (został on później przebudowany). Projektował też założenie architektoniczne ronda Waszyngtona oraz płytę i fundamenty pod niezrealizowany Łuk Zwycięstwa nad Faszyzmem, który miał stanąć w Ogrodzie Saskim.
Do najwybitniejszych jego realizacji wykonanych według jego projektu należą:
- Powszechny Dom Towarowy (Dom Towarowy Okrąglak) w Poznaniu (1949),
- Stadionu Dziesięciolecia (z Jerzym Hryniewieckim i Czesławem Rajewskim),
- Biurowiec Prezydium Rządu przy ul. Wspólnej 62 w Warszawie (1952) – budynek został w roku 2011 gruntownie zmodernizowany według projektu arch. Andrzeja Skopińskiego i nosi nazwę Ufficio Primo, przy czym zachowano wygląd elewacji i wewnętrznej rotundy.
- Wyższa Szkoła Wychowania Fizycznego w Poznaniu (1965–1972)
- Dom PTTK (obecnie hotel Starzyński) przy ul. Piekarskiej 1 w Płocku,
- współautorstwo w projekcie na Wystawę Ziem Odzyskanych we Wrocławiu.

Inne projekty obiektów użyteczności publicznej:
- basen Legii przy ul. Łazienkowskiej 3
- Państwowe Liceum Sztuk Plastycznych w Nałęczowie

Jako architekt infrastruktury przemysłowej pracował blisko 22 lata, do momentu przejścia na emeryturę. Projekty zakładów przemysłowych:
- rozbudowa FSO na Żeraniu
- rozbudowa fabryki ciągników „Ursus”
- rozbudowa przemiałowni cementu na Żeraniu
- Fabryka Samochodów Ciężarowych w Lublinie
- Fabryka Samochodów Małolitrażowych w Tychach
- Fabryka Samochodów Małolitrażowych w Bielsku-Białej
- Zakład Sprzętu Motoryzacyjnego „Polmo” w Praszce koło Wielunia
- Fabryka Części Samochodowych w Siedlcach
- Odlewnia Skoczów.

## Ordery i odznaczenia
- Krzyż Kawalerski Orderu Odrodzenia Polski
- Srebrny Krzyż Zasługi (20 września 1951)[8]
- Medal 10-lecia Polski Ludowej (23 maja 1955)[9]
- Krzyż Wojenny z gwiazdą (Francja)
- Krzyż Kombatanta (Francja)
- Medal Uciekinierów z Niewoli (Francja)